# 七龍珠Z 卡卡洛特
《七龍珠Z 卡卡洛特》是由CyberConnect2開發、萬代南夢宮遊戲發行的動作角色扮演格鬥遊戲，改編自日本漫畫家鳥山明創作的漫畫系列《七龍珠》。遊戲在日本於2020年1月16日在PlayStation 4和Xbox One發售。在任天堂E3發表會中宣布2021年9月22日在Nintendo Switch發售。

## 遊戲系統
該遊戲主角為孫悟空和Z戰士。與其他的《七龍珠》系列遊戲不同的是，本作既是動作角色扮演遊戲也是格鬥遊戲。玩家除了可以與對手戰鬥外，還可以釣魚、收集Z珠、吃東西、駕駛懸浮車、修練、以及把角色放入靈魂紋章之中。

## 登場角色

### 主要角色
- 孫悟空（聲：野澤雅子）
- 達爾（聲：堀川亮）
- 孫悟飯（聲：野澤雅子）
- 比克（聲：古川登志夫）
- 特南克斯（聲：草尾毅）

### 限定的可玩角色
- 悟天克斯（聲：野澤雅子／草尾毅）
- 貝吉特（聲：野澤雅子／堀川亮）

### 輔助角色
- 克林（聲：田中真弓）
- 飲茶（聲：古谷徹）
- 天津飯（聲：綠川光）
- 餃子（聲：江森浩子）
- 人造人18號（聲：伊藤美紀）
- 孫悟天（聲：野澤雅子）
- 特南克斯（少年期）（聲：草尾毅）
- 東界王神・辛恩（聲：太田真一郎）

### 次要角色
- 布瑪（聲：久川綾）
- 琪琪（聲：渡邊菜生子）
- 龜仙人（聲：佐藤正治）
- 海龜（聲：藤本隆宏）
- 拉琪（聲：小山茉美）
- 布里夫博士（聲：田中亮一）
- 牛魔王（聲：大友龍三郎）
- 亞奇洛貝（聲：田中真弓）
- 閻羅王（聲：大友龍三郎）
- 北界王（聲：龍田直樹）
- 巴布（聲：龍田直樹）
- 地球的神（聲：島田敏）
- 波波先生（聲：川津泰彥）
- 神龍（聲：大友龍三郎）
- 凱里（聲：魚建）
- 烏龍（聲：龍田直樹）
- 普亞路（聲：渡邊菜生子）
- 比拉夫（聲：千葉繁）
- 阿修（聲：玄田哲章）
- 小舞（聲：山田榮子）
- 占卜婆婆（聲：田中真弓）
- 丹丹（聲：平野綾）
- 尼爾（聲：楠大典）
- 穆里長老（聲：田中亮一）
- 大長老（聲：增谷康紀）
- 波倫加（聲：大友龍三郎）
- 克魯德大王（聲：大友龍三郎）
- 人造人16號（聲：綠川光）
- 撒旦先生（聲：江原正士）
- 瑪蘿（聲：牛田裕子）
- 碧兒（聲：皆口裕子）
- 伊蕾莎（聲：浦和惠）
- 夏普納（聲：真殿光昭）
- 蘑菇裁判（聲：西脇保）
- 吉比特（聲：青森伸）
- 老界王神（聲：田中亮一）
- 史波迪（聲：江川央生）
- 亞摩（聲：高戶靖廣）
- 阿貝（聲：鈴木真仁）
- 鶴仙人（聲：岩崎博）
- 桃白白（聲：岸野幸正）
- 那姆（聲：竹本英史）
- 絲諾（聲：田中真弓）
- 人造人8號（聲：飯塚昭三）
- 烏帕（聲：草尾毅）
- 波拉（聲：江川央生）
- 則卷阿拉蕾（聲：小山茉美）
- 則卷千兵衛（聲：屋良有作）
- 則卷卡斯拉（聲：西原久美子）
- 托娃（聲：勝生真沙子）
- 預言魚

### 原創角色
- 波妮（聲：小林優）
- 女研究員（聲：桑島法子）

### 頭目角色
- 拉帝茲（聲：千葉繁）
- 那霸（聲：稻田徹）
- 吉多拉（聲：竹本英史）
- 多多利（聲：長嶝高士）
- 尚波（聲：三浦祥朗）
- 基紐（聲：小西克幸）
- 利克姆（聲：佐佐木誠二）
- 巴特（聲：小野坂昌也）
- 契士（聲：岸尾大輔
- 古杜（聲：高戶靖廣）
- 弗利沙／黃金弗利沙（聲：中尾隆聖）
- 人造人19號（聲：堀之紀）
- 人造人20號（聲：澤木郁也）
- 人造人17號（聲：中原茂）
- 賽魯.Jr（聲：藤本隆宏）
- 賽魯（聲：若本規夫）
- 巴比提（聲：島田敏）
- 達普拉（聲：大友龍三郎）
- 菲菲（聲：麻生智久）
- 亞根（聲：幸野善之）
- 魔人普烏（聲：鹽屋浩三）
- 米拉（聲：高橋廣樹）
- 比魯斯（聲：山寺宏一）
- 維斯（聲：森田成一）

## 評價
該遊戲成為日本首週銷量第二的遊戲，銷量為89,537份，僅次於《人中之龍7 光與闇的去向》。在英國，遊戲成為當地實體遊戲周榜的第一名。萬代南夢宮娛樂在電話會議上透露，該遊戲在發佈首週就在全球售出超過150萬份，取得了商業上的成功。截至2020年3月，遊戲在全球已售出超過200萬份。

## 外部連結
- 官方网站（日語）